# Nueva Providencia (norra Ocosingo kommun)
Nueva Providencia är en ort i Mexiko.   Den ligger i kommunen Ocosingo och delstaten Chiapas, i den sydöstra delen av landet, 800 km öster om huvudstaden Mexico City. Nueva Providencia ligger 852 meter över havet och antalet invånare är 263.
Terrängen runt Nueva Providencia är kuperad. Runt Nueva Providencia är det glesbefolkat, med 16 invånare per kvadratkilometer. Närmaste större samhälle är Jol Sacún, 11,6 km nordväst om Nueva Providencia. I omgivningarna runt Nueva Providencia växer i huvudsak städsegrön lövskog.